# Rivière Jérémy
Rivière Jérémy är ett vattendrag i Kanada.   Det ligger i provinsen Québec, i den östra delen av landet, 600 km nordost om huvudstaden Ottawa.
Trakten runt Rivière Jérémy är nära nog obefolkad, med mindre än två invånare per kvadratkilometer.